# Vithuvad gravand
Vithuvad gravand (Radjah radjah) är en fågel i familjen änder inom ordningen andfåglar.

## Utseende och läte
Vithuvad gravand är en stor svartvit and med tydligt ljust öga, ljus näbb och bastanta ljusa ben. Karakteristiskt är ett smalt svart bröstband. I flykten syns vita täckare, mörka handpennor och grönglänsande armpennor med vita kanter. Tvärs över täckarna går ett smalt svartaktigt subterminalt band. Hanen yttrar en tunn vissling som honan svarar med ett hårdare skallrande ljud.

## Utbredning och systematik
Vithuvad gravand delas in i två underarter med följande utbredning:
- Radjah radjah radjah – förekommer från Moluckerna till Nya Guinea
- Radjah radjah rufitergum – förekommer i norra och östra Australien

### Släktestillhörighet
Traditionellt placeras arten med övriga gravänder och roständer i Tadorna. DNA-studier visar dock att arten är mer avlägset släkt med övriga i Tadorna, systerart till nilgås och Tadorna-arterna tillsammans. De flesta taxonomiska auktoriteter har därför lyft ut fågeln till ett eget släkte, Radjah.

## Levnadssätt
Arten hittas vanligen i eller kring våtmarker, floder, mangroveträsk och vattenreningsdammar. Den lever mestadels av animalisk föda som mollusker, insekter och maskar, men kan också ta vissa vegetabilier.

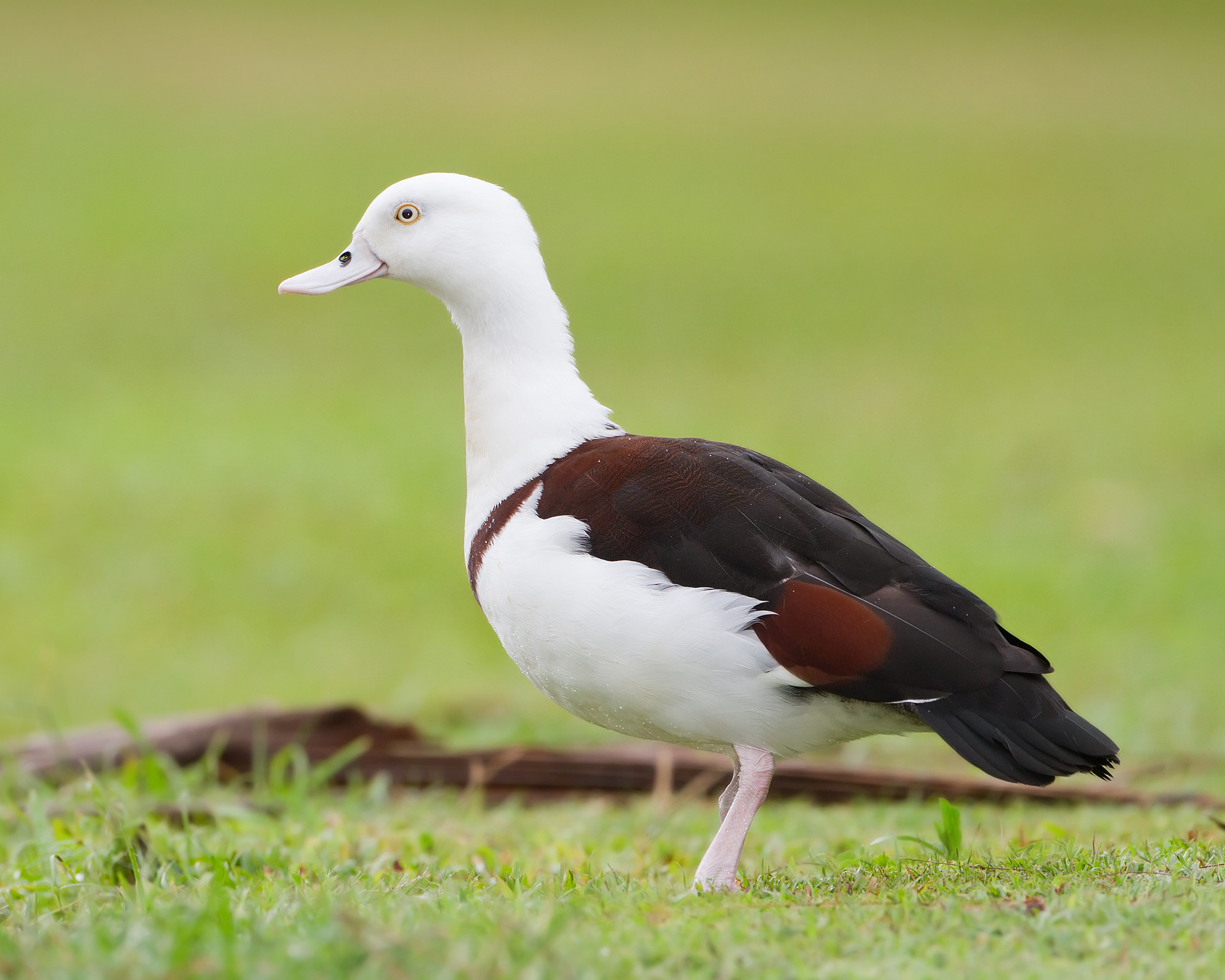

## Status och hot
Arten har ett stort utbredningsområde och en stor population, men tros minska i antal, dock inte tillräckligt kraftigt för att den ska betraktas som hotad. Internationella naturvårdsunionen IUCN kategoriserar därför arten som livskraftig (LC).

## Namn
Fågelns vetenskapliga art- och släktesnamn kommer av det lokala namnet på fågeln på Buru.